# Циривири, Вера
Вера Циривири (макед. Вера Циривири; 1920, Прилеп, КСХС — 14 июля 1944, Штип, Третье Болгарское царство) — югославская македонская партизанка времён Народно-освободительной войны Югославии, известная под псевдонимами Трена, Мица, Светлана и Ленче.

## Биография
Родилась около 1920 года в городе Прилеп. Отец — Коста Циривири, провёл пять лет в тюрьме за свои социалистические убеждения. Мать — Васка Циривири, деятельница Коммунистической партии Югославии и будущая участница Народно-освободительной войны. В возрасте 15 лет Вера серьёзно заболела и уехала в семьёй на заработки в Белград, где и лечилась. Отец подрабатывал там портным. Находясь на лечении, Вера познакомилась с рядом деятелей коммунистической партии — среди них были Мирче Ацев, Страхил Пинджуров, Борка Талеский, Кузман Йосифовский, Кочо Рацин и другие. Она стала участвовать в их митингах, демонстрациях и протестах. С 1940 года она состояла в коммунистической партии Югославии, занималась организацией деятельности партии в родном Прилепе, а также в Скопье, Битоле и Тиквеше. В 1940 году ею была организована демонстрация македонских коммунистов в Ильин день.
После оккупации Югославии немцами и их сателлитами Вера ушла в партизанское подполье, работала инструктором и занималась вербовкой добровольцев в разных частях Македонии и их отправкой на фронт. Чаще всего её можно было встретить в городах Струга, Кочани, Велес, Штип и Валандово, где она находила сочувствующих партизанам. Также она была активной деятельницей Союза коммунистической молодёжи Югославии, Женского антифашистского фронта и народно-освободительных комитетов на территориях, освобождённых македонским партизанским подпольем. Болгарские власти назначили 20 тысяч болгарских левов за голову партизанки.

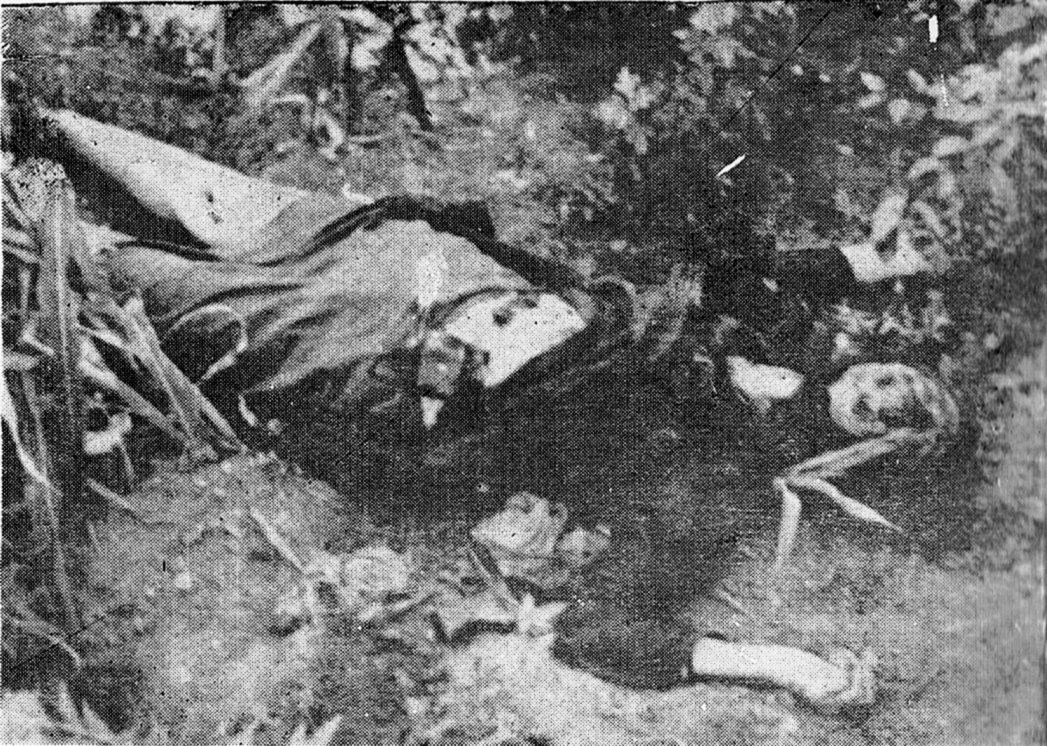
Тело Веры Циривири

В ночь с 14 на 15 июля 1944 Веру Циривири раскрыла болгарская полиция, заблокировав её дом. Вера сумела выбраться из своего дома и побежала к соседним домам, но на её просьбы о помощи никто не открыл дверь и даже не откликнулся. Когда она перебиралась через ограду одного из домов, полицейские начали погоню за партизанской. Осознав, что скрыться она не сможет, Вера совершила самоубийство, чтобы полиция не схватила её живьём.
В настоящее время в Северной Македонии имя Веры Циривари носят несколько детских садов города Штип, а также начальные школы в местечках Карпош (пригород Скопье) и Дебреште. В родном Прилепе был установлен памятник Циривари.